# Comuna Vadu Crișului, Bihor
Vadu Crișului (în maghiară Rév) este o comună în județul Bihor, Crișana, România, formată din satele Birtin, Tomnatic, Topa de Criș și Vadu Crișului (reședința).

## Așezare
Comuna Vadu Crișului este situată în partea de nord-vest a României, în estul județului Bihor, la contactul munților Pădurea Craiului cu Depresiunea Vadului la o distanță de 50 km de Oradea și 100 km de Cluj-Napoca, pe drumul european E60. Este străbătută de râul Crișul Repede. Comune vecine: la nord comuna Aușeu, la nord-vest comuna Măgești, la vest comuna Aștileu, la sud-vest comuna Dobrești, la sud și sud-est comuna Șuncuiuș iar la est și nord-est comuna Borod.

## Demografie
Componența etnică a comunei Vadu Crișului
     Români (64,8%)
     Maghiari (17,73%)
     Romi (12,95%)
     Alte etnii (0,34%)
     Necunoscută (4,18%)
Componența confesională a comunei Vadu Crișului
     Ortodocși (54,76%)
     Baptiști (15,49%)
     Reformați (14,85%)
     Penticostali (6,84%)
     Greco-catolici (1,93%)
     Alte religii (1,43%)
     Necunoscută (4,7%)
Conform recensământului efectuat în 2021, populația comunei Vadu Crișului se ridică la 3.784 de locuitori, în scădere față de recensământul anterior din 2011, când fuseseră înregistrați 4.009 locuitori. Majoritatea locuitorilor sunt români (64,8%), cu minorități de maghiari (17,73%) și romi (12,95%), iar pentru 4,18% nu se cunoaște apartenența etnică. Din punct de vedere confesional, majoritatea locuitorilor sunt ortodocși (54,76%), cu minorități de baptiști (15,49%), reformați (14,85%), penticostali (6,84%) și greco-catolici (1,93%), iar pentru 4,7% nu se cunoaște apartenența confesională.

## Politică și administrație
Comuna Vadu Crișului este administrată de un primar și un consiliu local compus din 13 consilieri. Primarul, Dorel Florian Cosma[*], de la Partidul Național Liberal, este în funcție din 1996. Începând cu alegerile locale din 2024, consiliul local are următoarea componență pe partide politice:
|  | Partid                                 | Consilieri | Componența Consiliului | Componența Consiliului | Componența Consiliului | Componența Consiliului | Componența Consiliului |
|  | -------------------------------------- | ---------- | ---------------------- | ---------------------- | ---------------------- | ---------------------- | ---------------------- |
|  | Partidul Național Liberal              | 5          |                        |                        |                        |                        |                        |
|  | Partidul Social Democrat               | 4          |                        |                        |                        |                        |                        |
|  | Uniunea Democrată Maghiară din România | 2          |                        |                        |                        |                        |                        |
|  | Uniunea Salvați România                | 1          |                        |                        |                        |                        |                        |
|  | Partidul Puterii Umaniste              | 1          |                        |                        |                        |                        |                        |

## Atracții turistice
- Biserica Sfinții Arhangheli Mihail și Gavriil din Vadu Crișului, construcție din anul 1790, monument istoric
- Monumentul comemorativ al celor morți cu ocazia construirii căii ferate Oradea - Cluj, construcție 1870, monument istoric amplasat în curtea bisericii ortodoxe din satul Topa de Criș
- Turnul de la „Portus Crisy” („Vama sării” sau „Casa zmăului”) din satul Vadu Crișului, construcție secolul al XIII-lea, monument istoric
- Defileul Crișului Repede (rezervație naturală)
- Defileul Crișului Repede - Pădurea Craiului (sit Natura 2000)

## Personalități
- Dezső Jakab (1864 - 1932), arhitect maghiar;
- Ilie Bolojan (n. 1969), politician, fost președinte interimar al României, actual prim-ministru al României, fost primar al municipiului Oradea.

## Imagini

Suprafețele satelor comunei Vadu Crișului
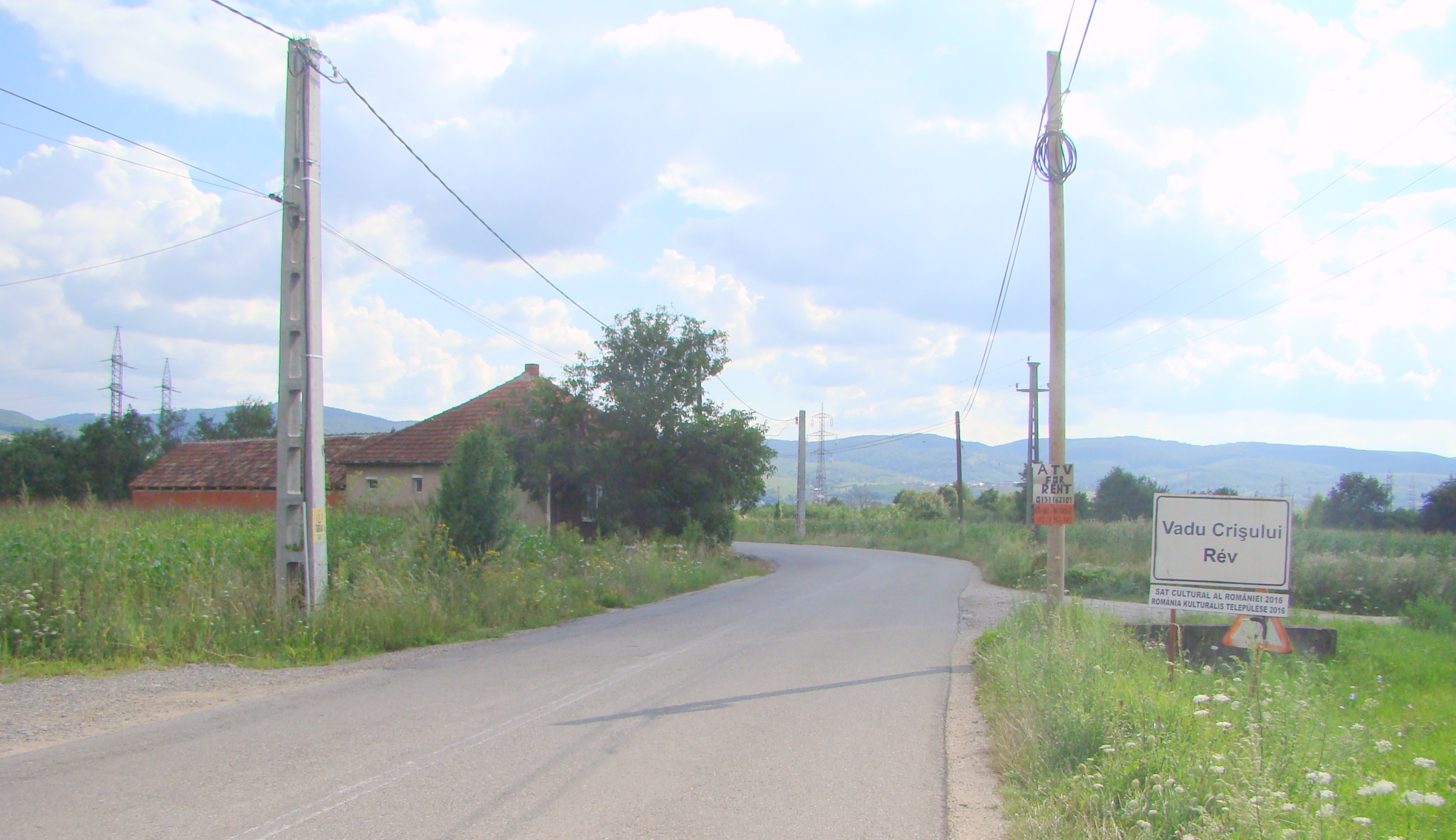
Intrarea în localitatea Vadu Crișului
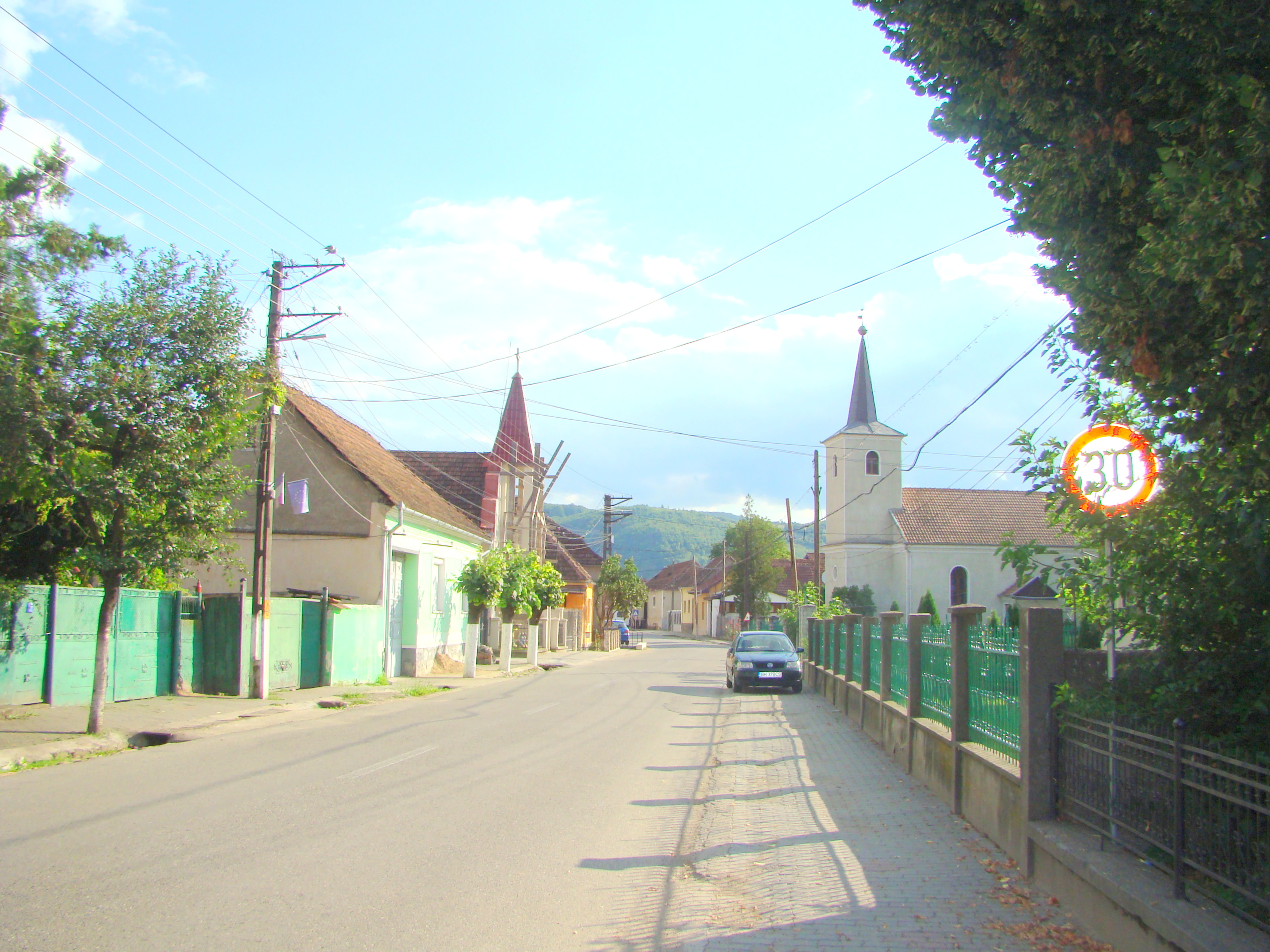
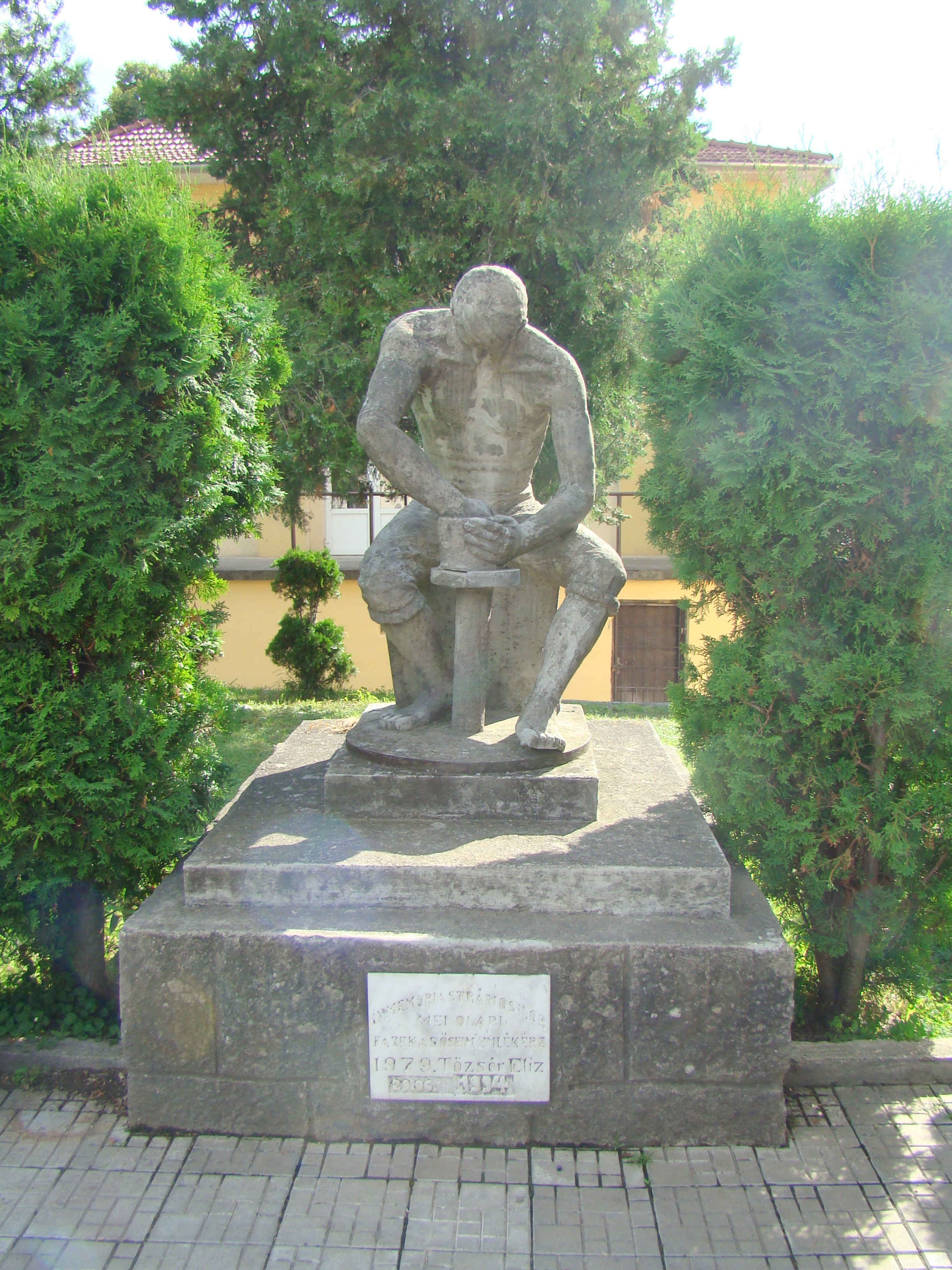
Statuia olarului din centrul comunei
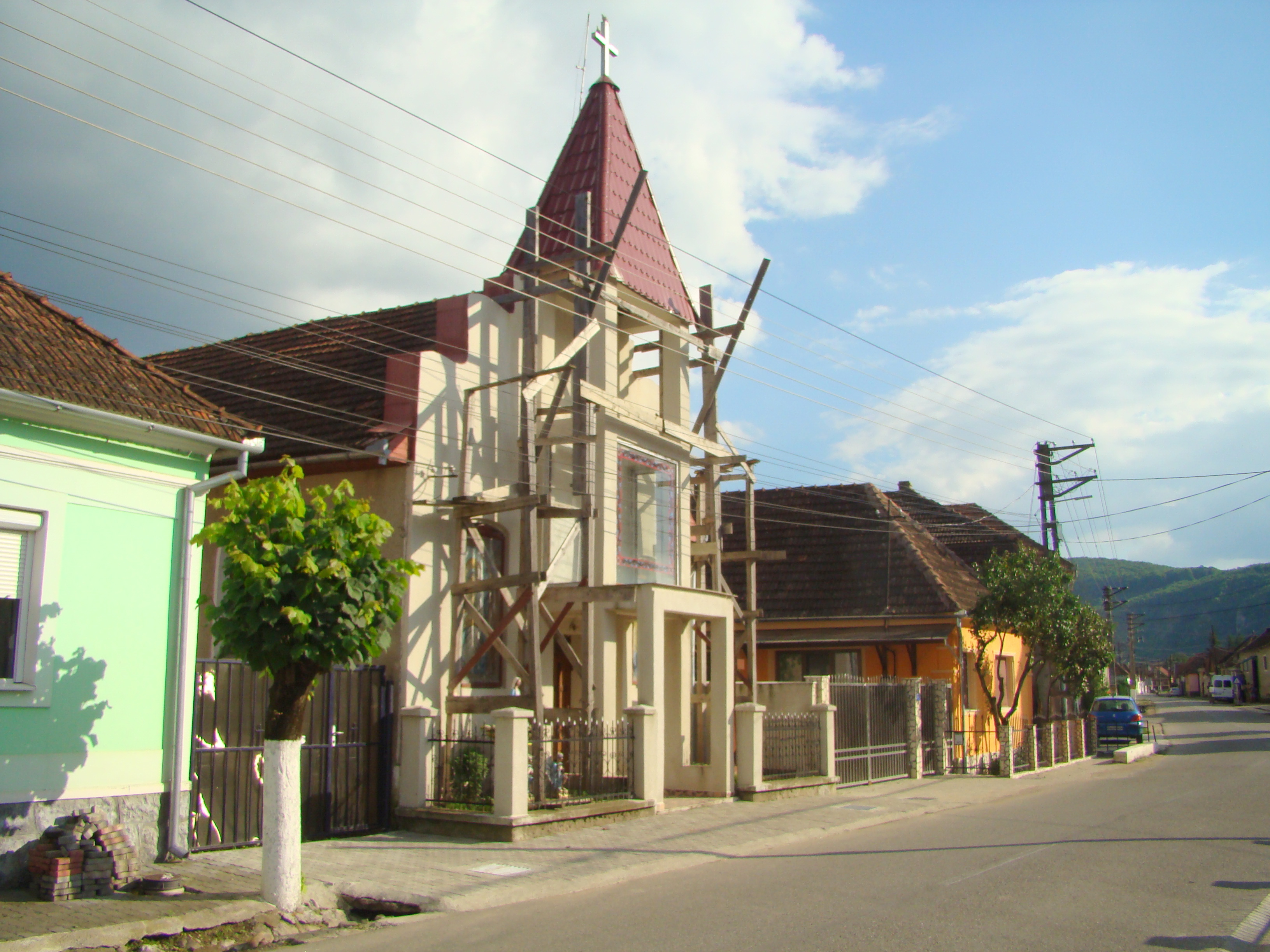
Biserica greco-catolică „Buna Vestire”
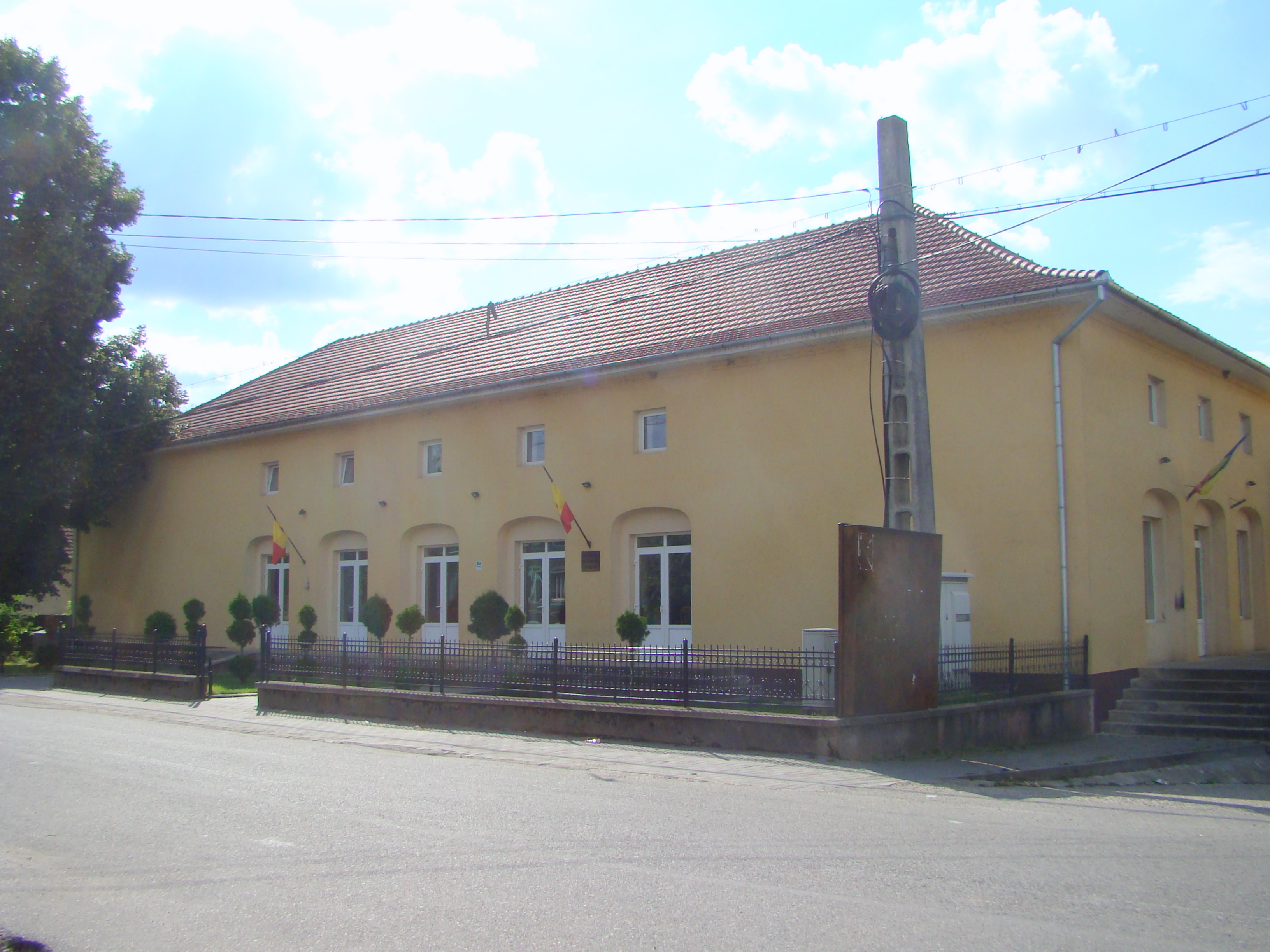
Căminul cultural
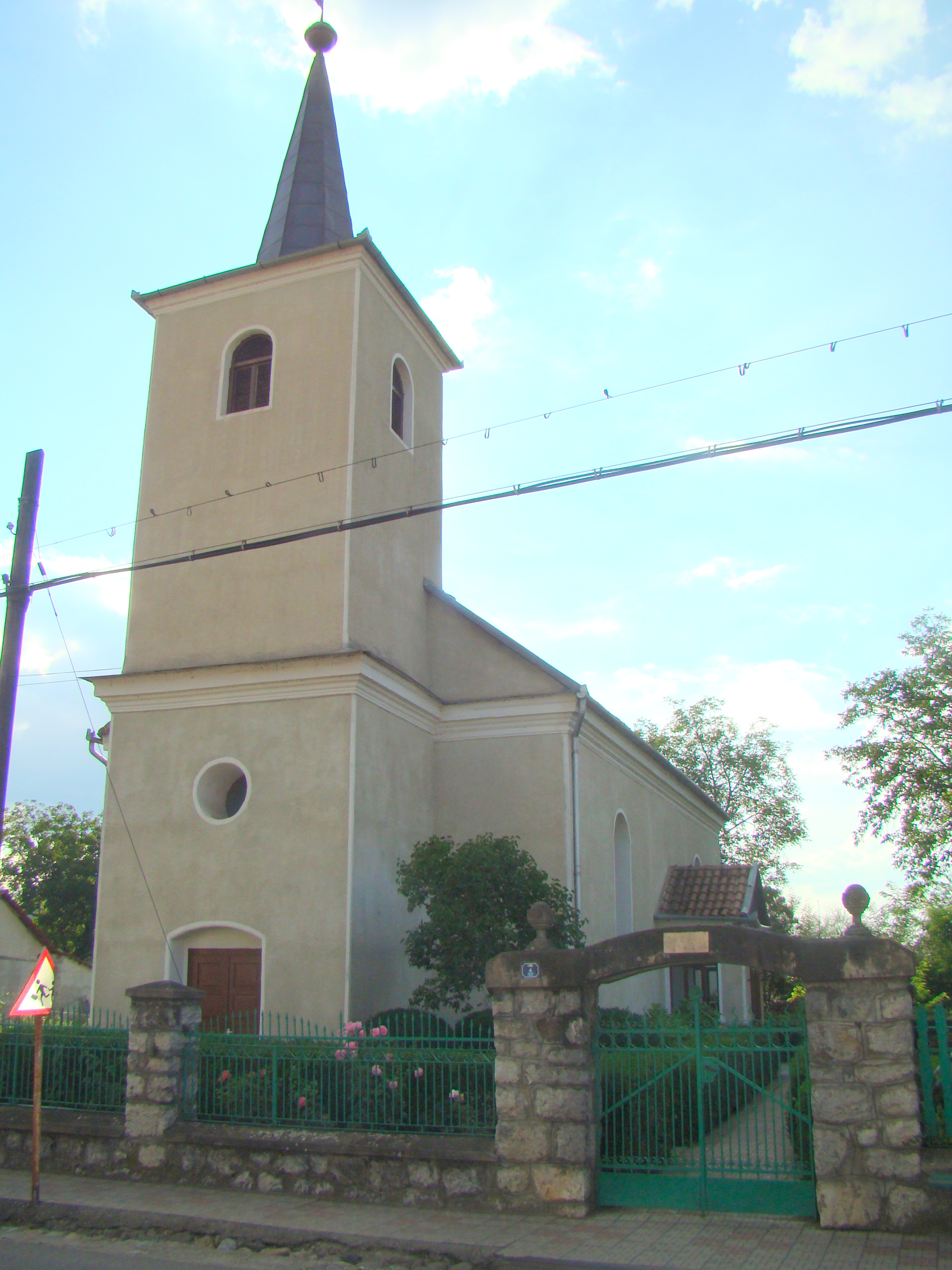
Biserica reformată
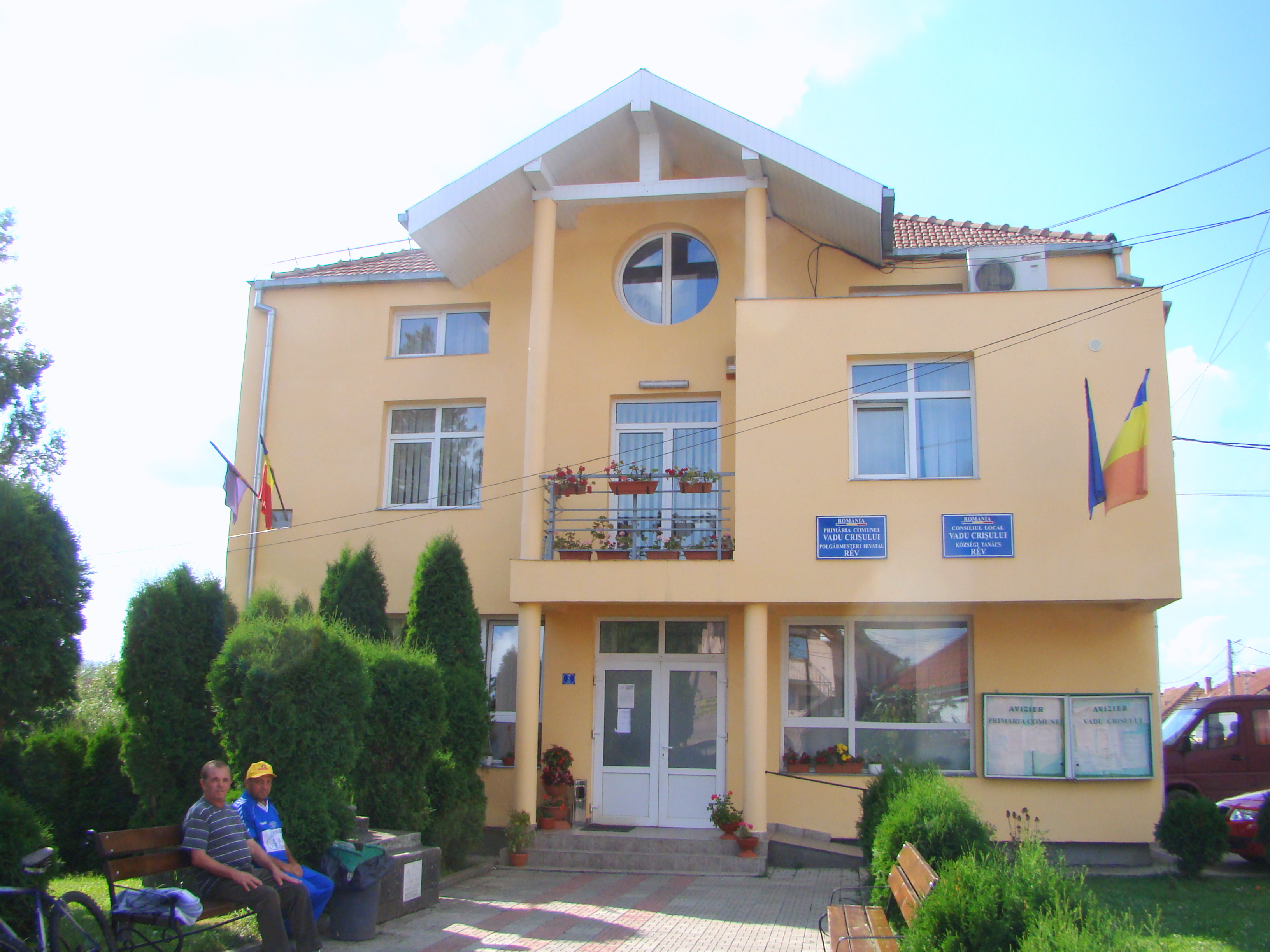
Primăria
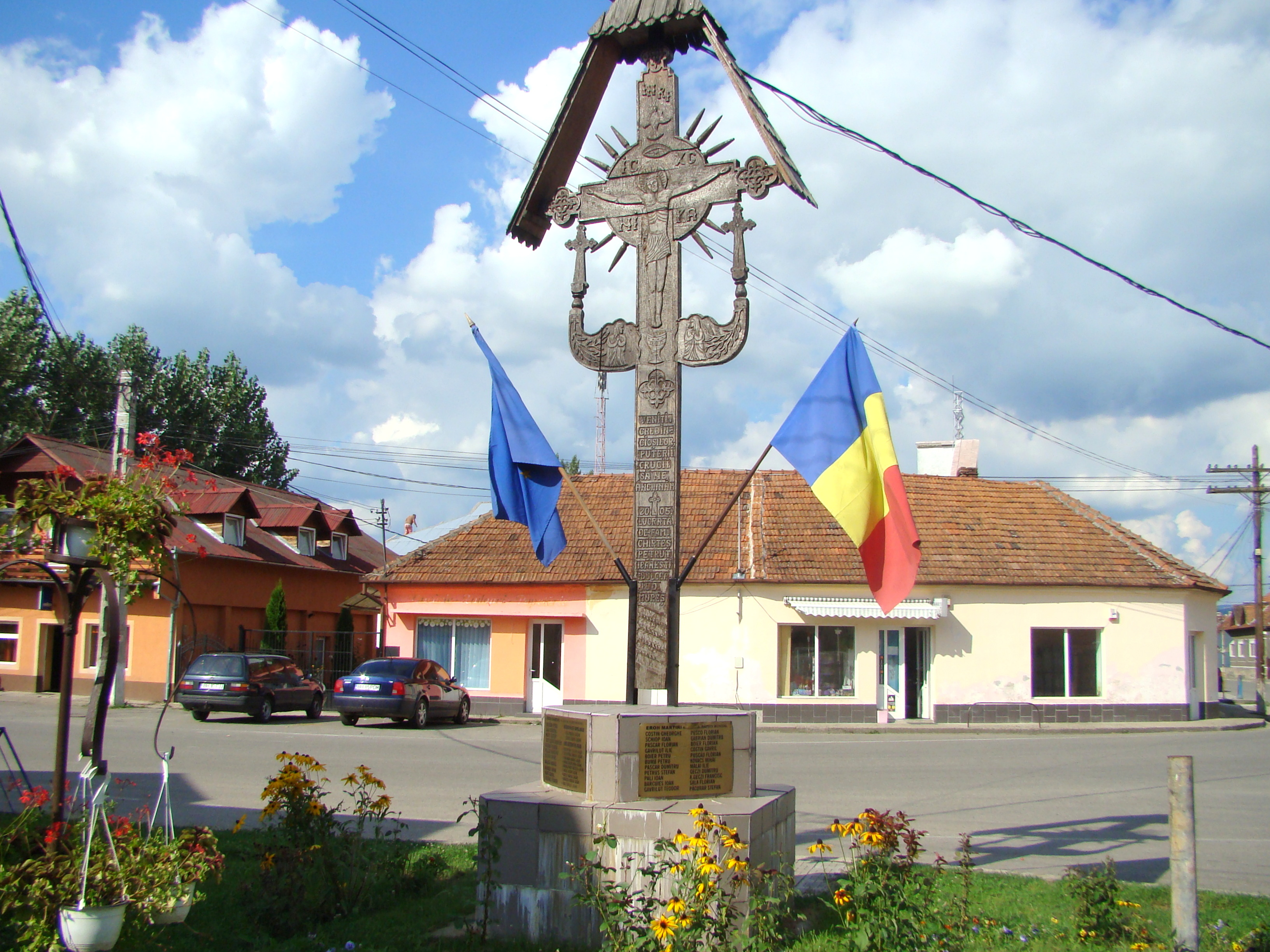
Monumentul eroilor
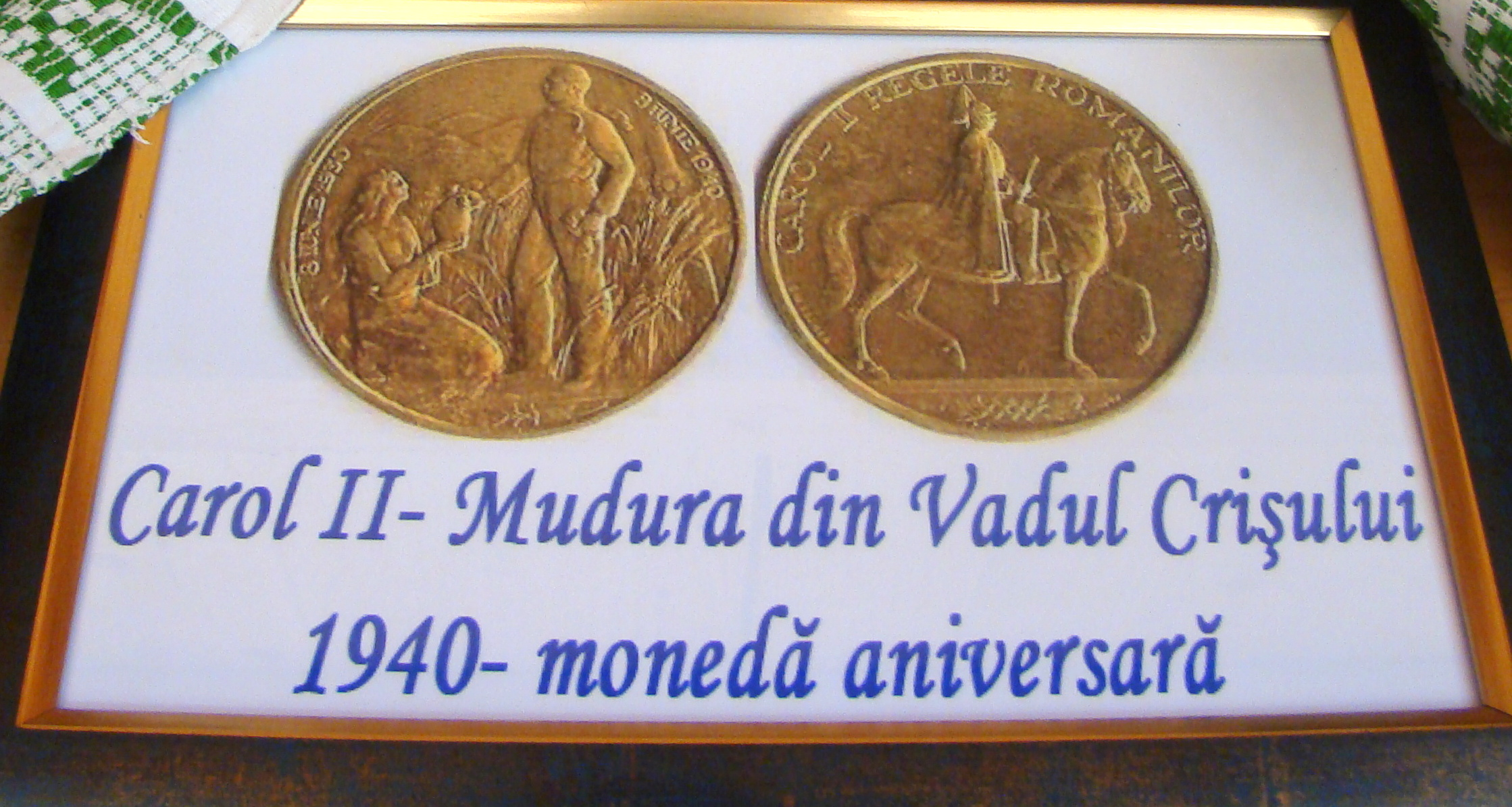
Muzeul etnografic
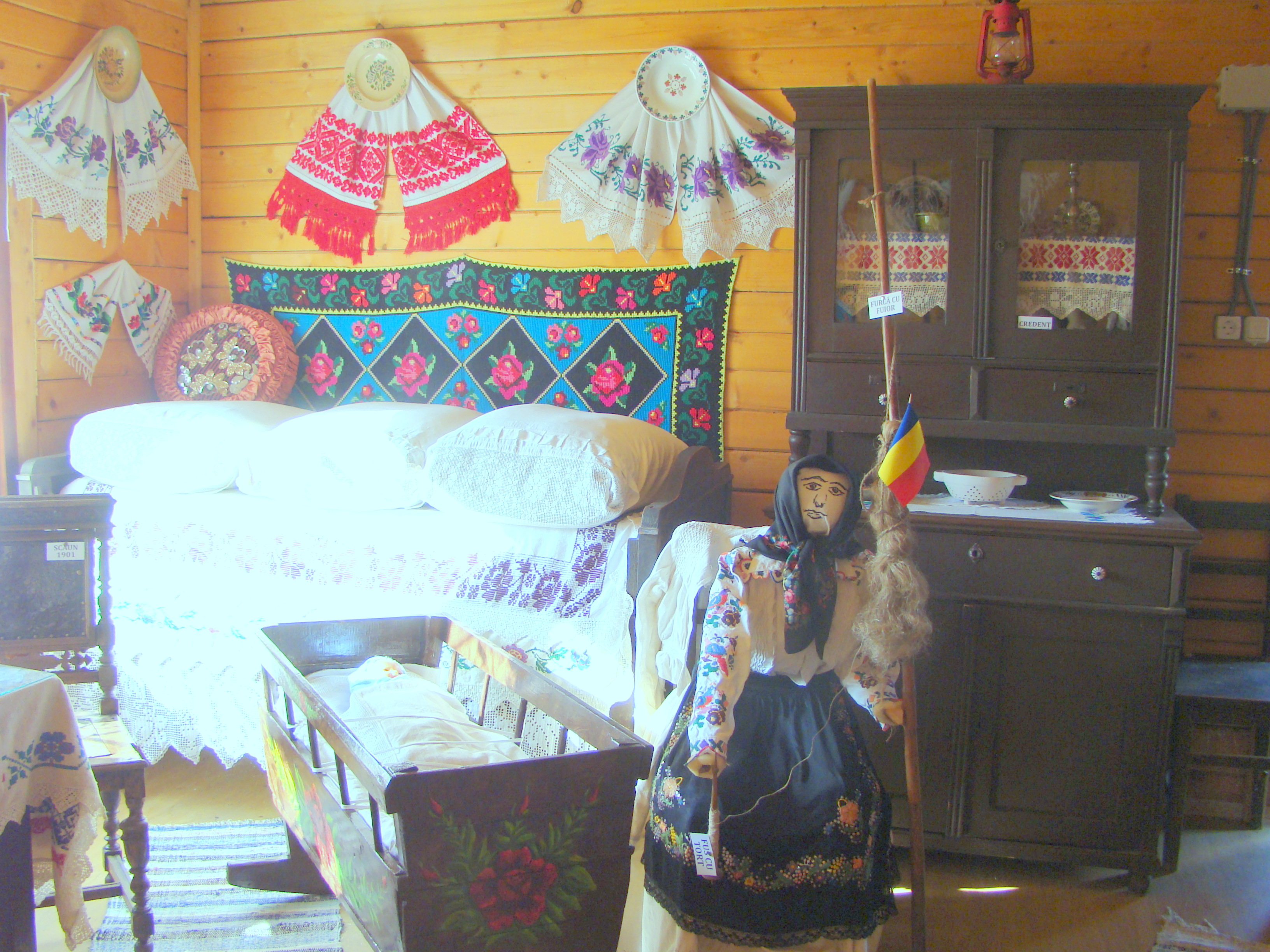
Muzeul etnografic
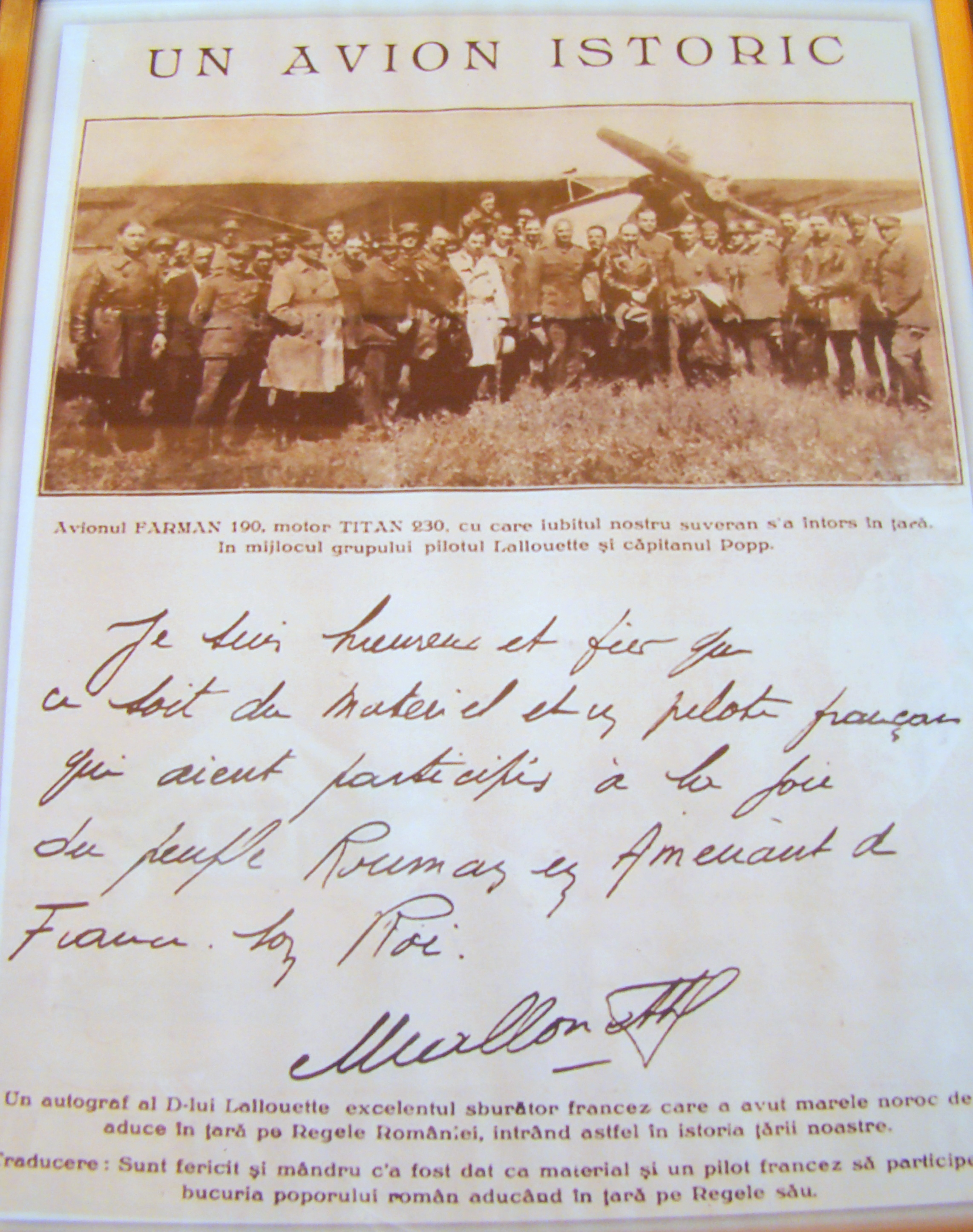
Muzeul etnografic
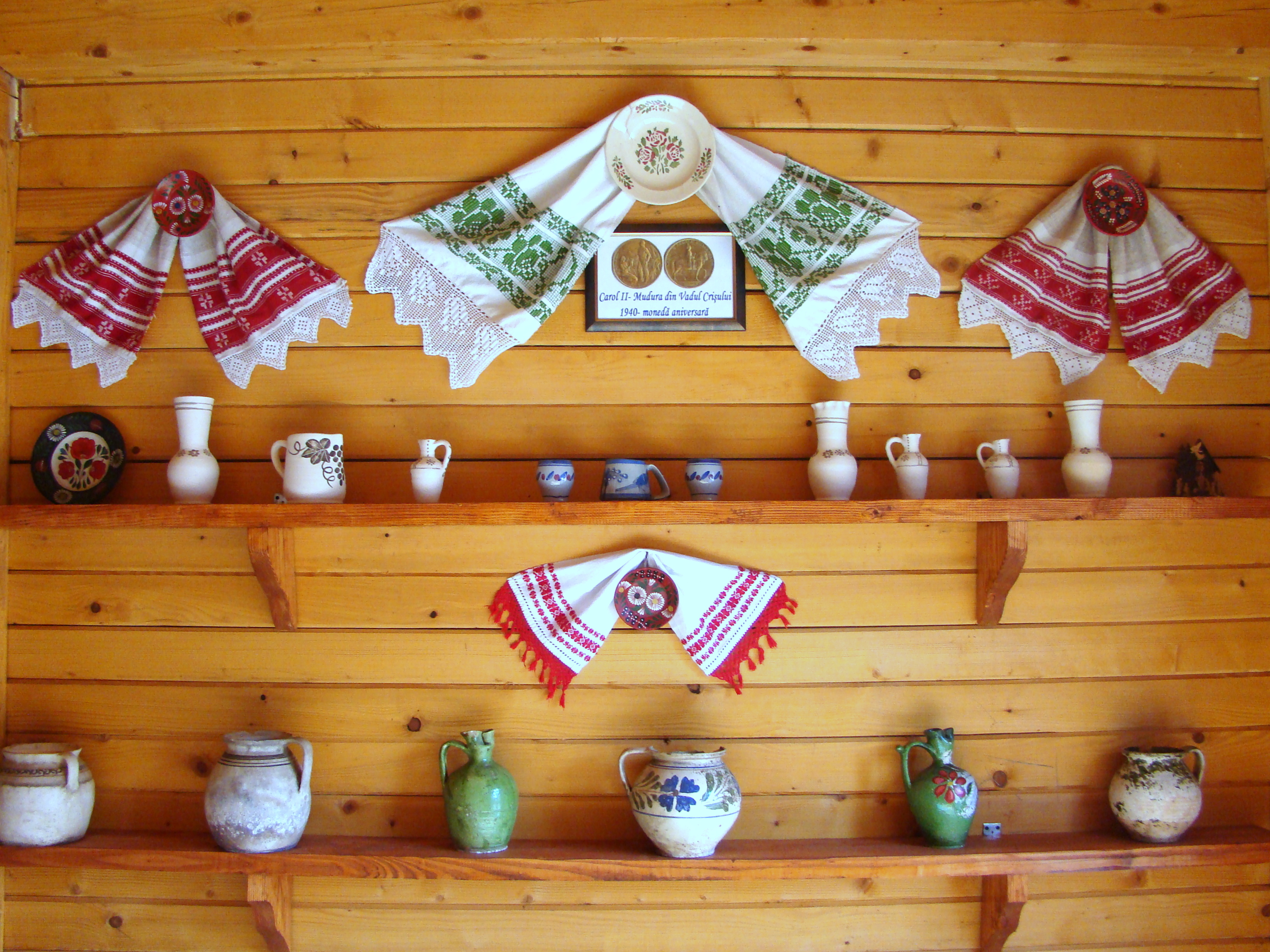
Muzeul etnografic
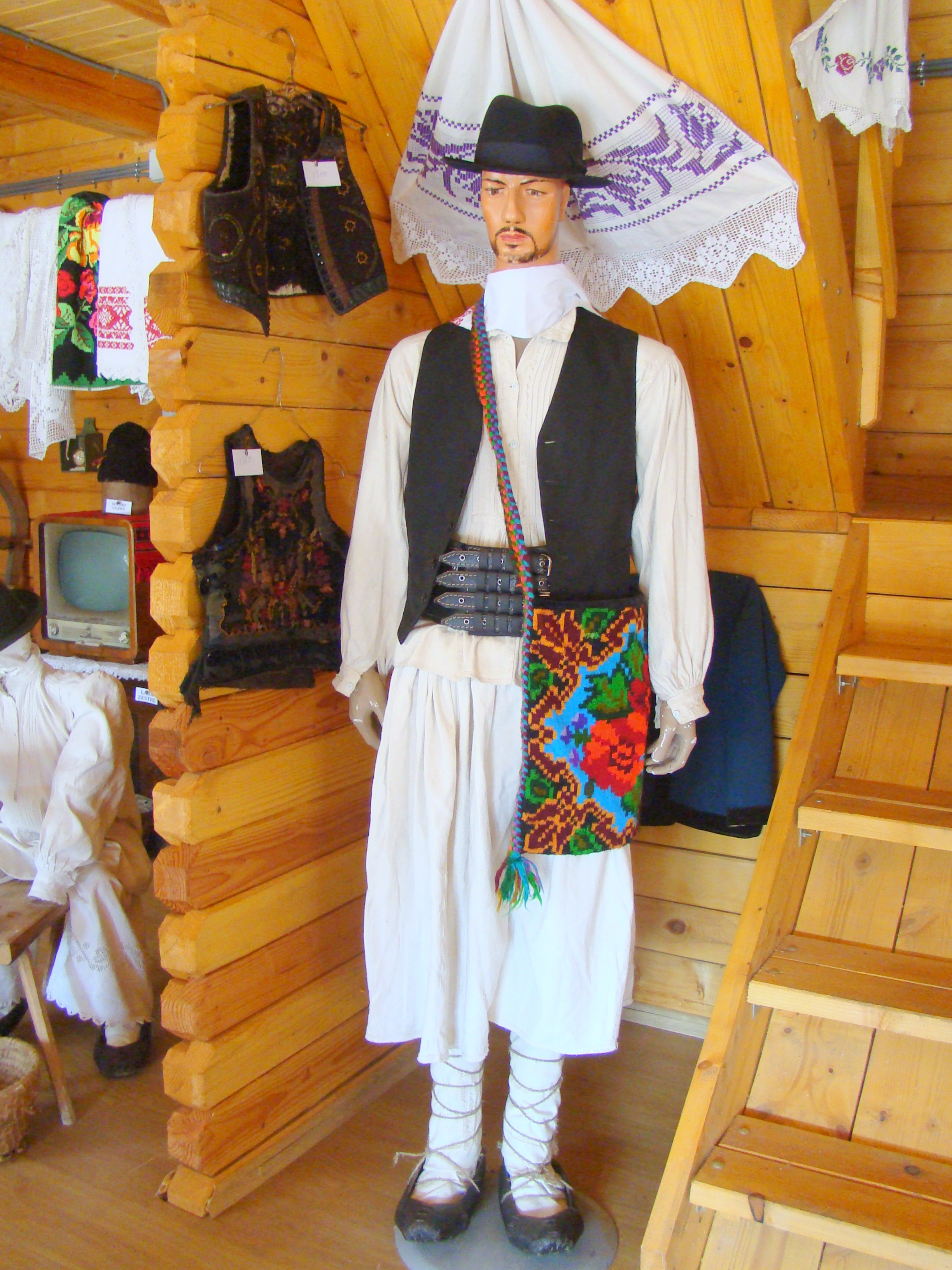
Muzeul etnografic
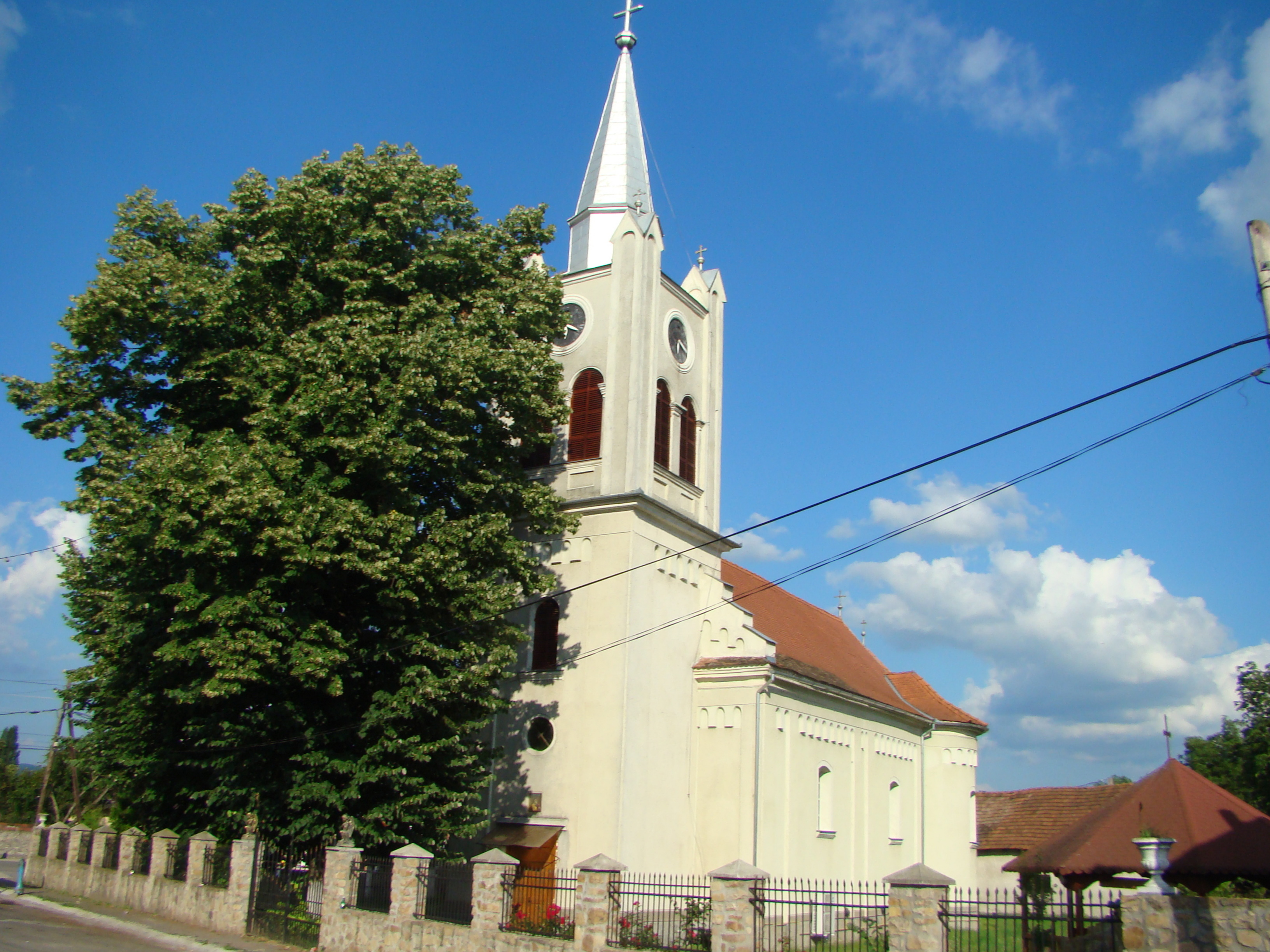
Biserica „Sfinţii Arhangheli Mihail și Gavriil” (monument istoric)
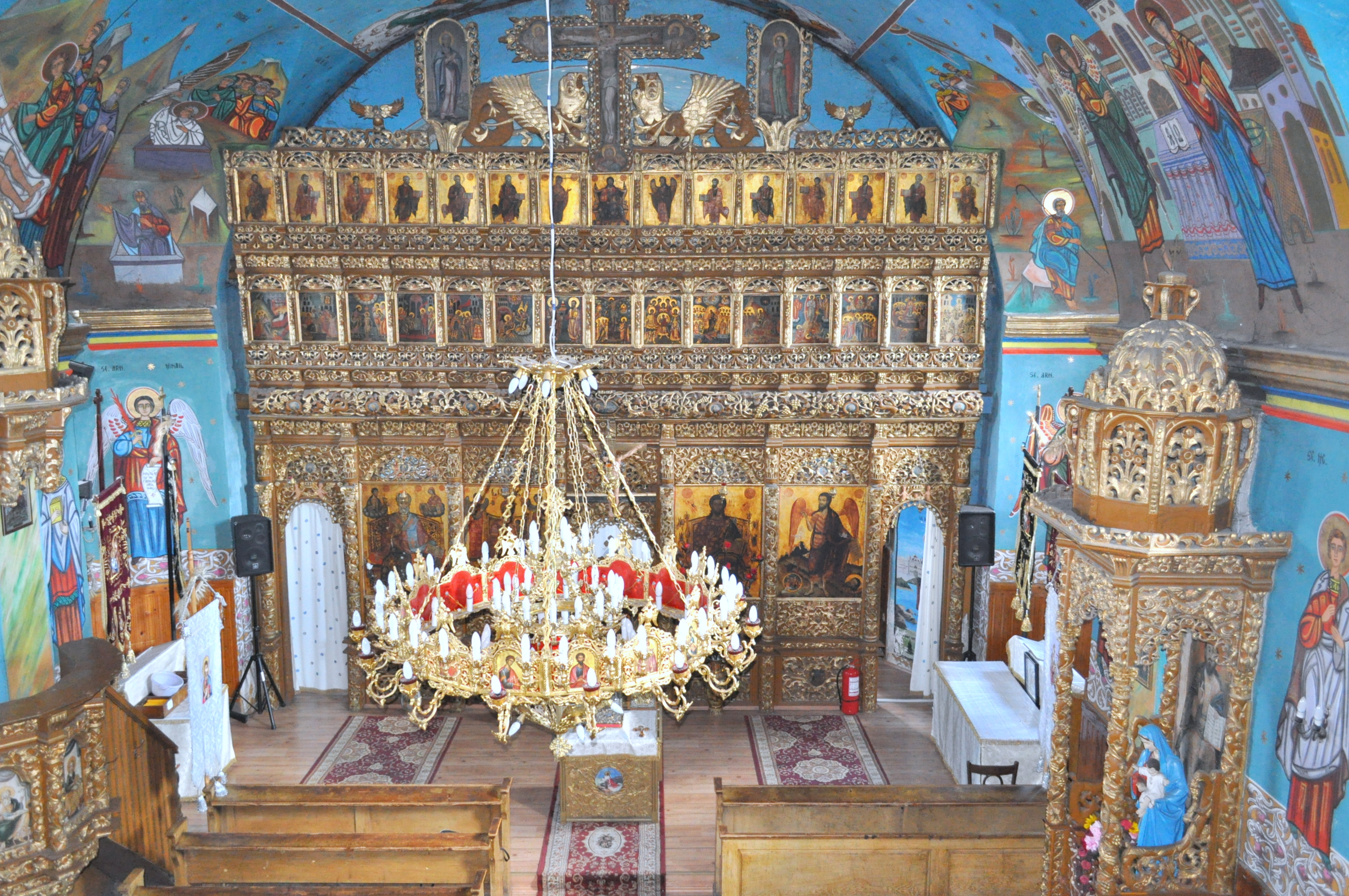
Biserica „Sfinţii Arhangheli Mihail și Gavriil” (monument istoric)
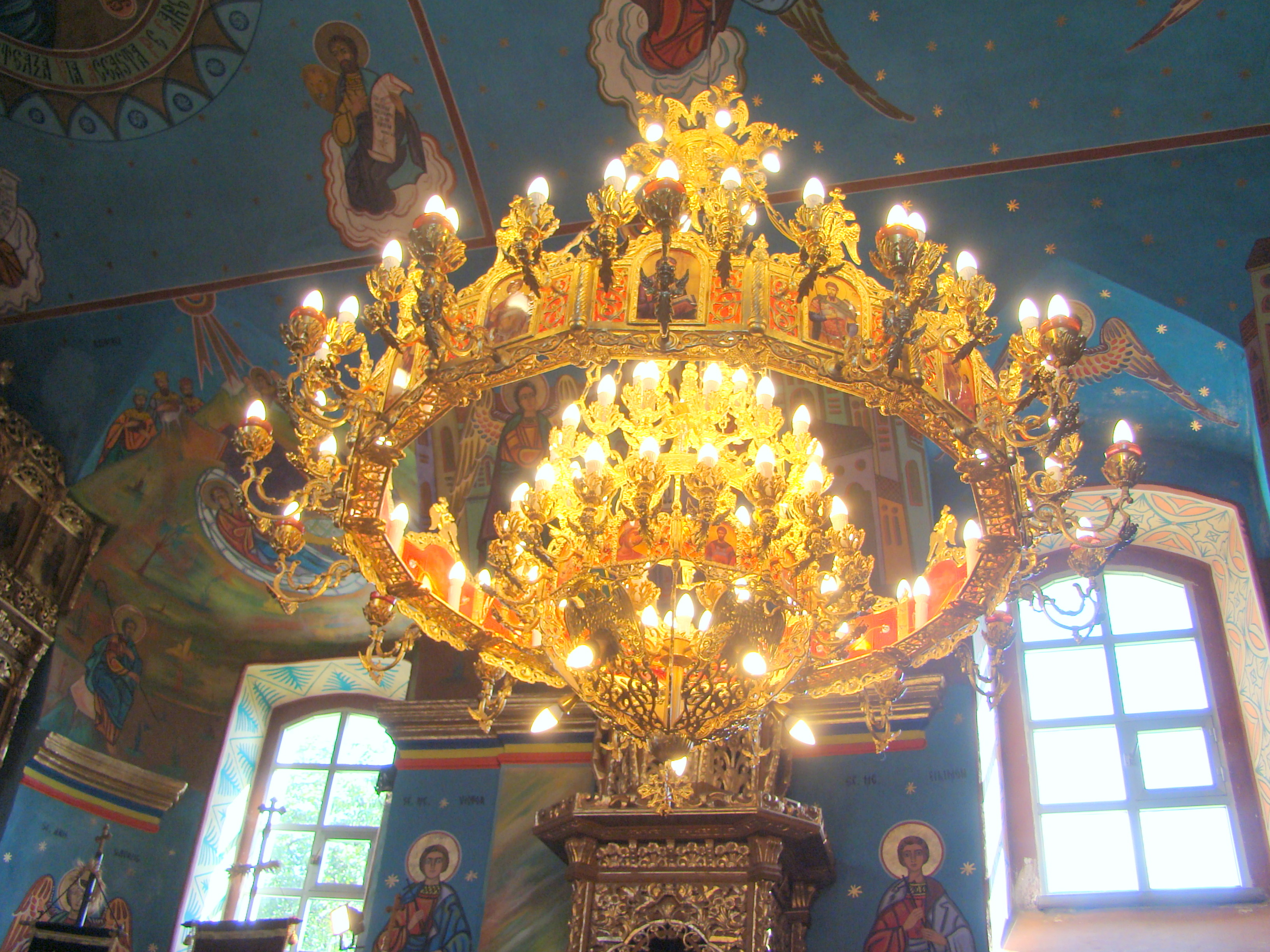
Biserica „Sfinţii Arhangheli Mihail și Gavriil” (candelabrul)
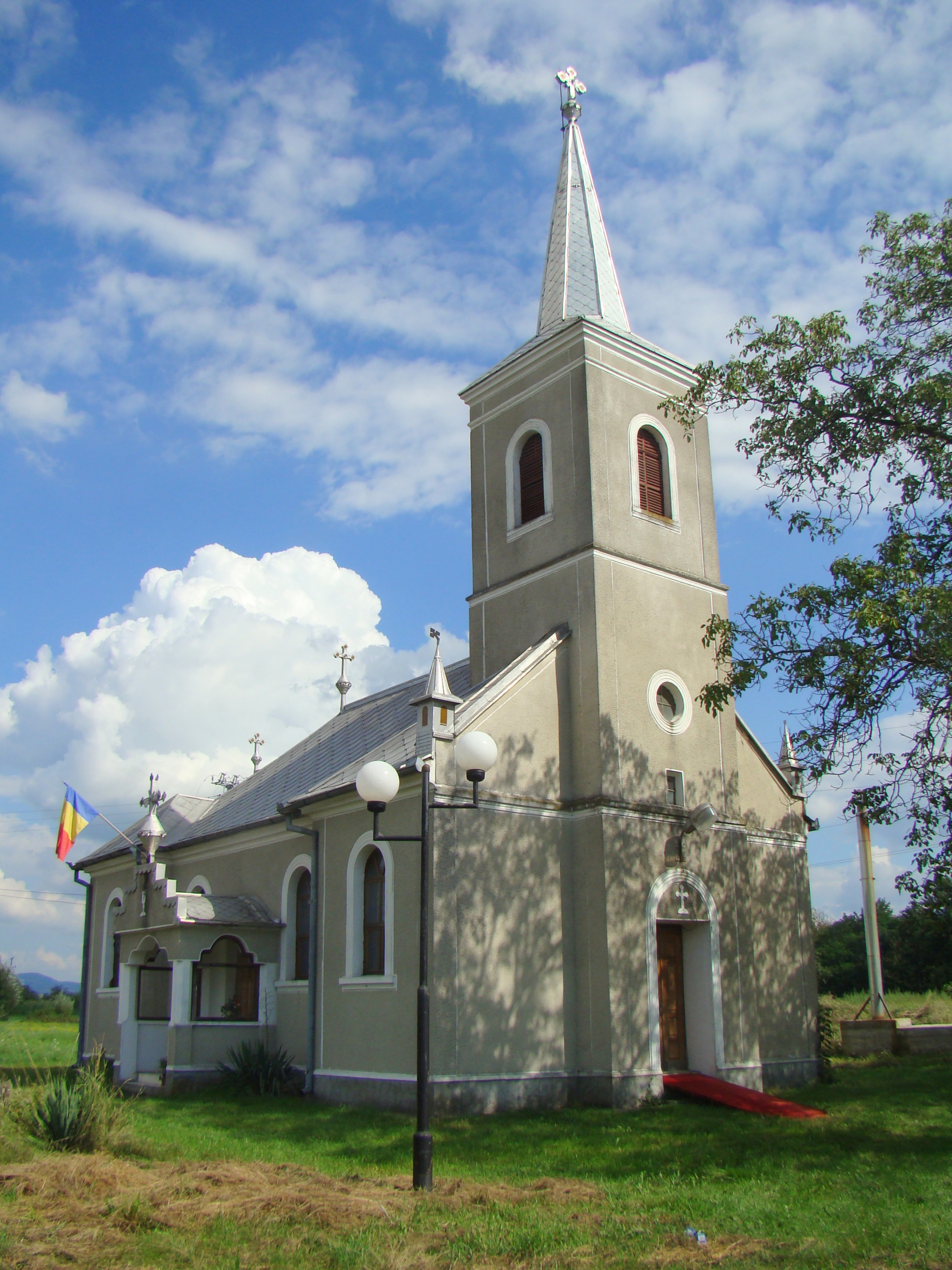
Biserica ortodoxă din Topa de Criș
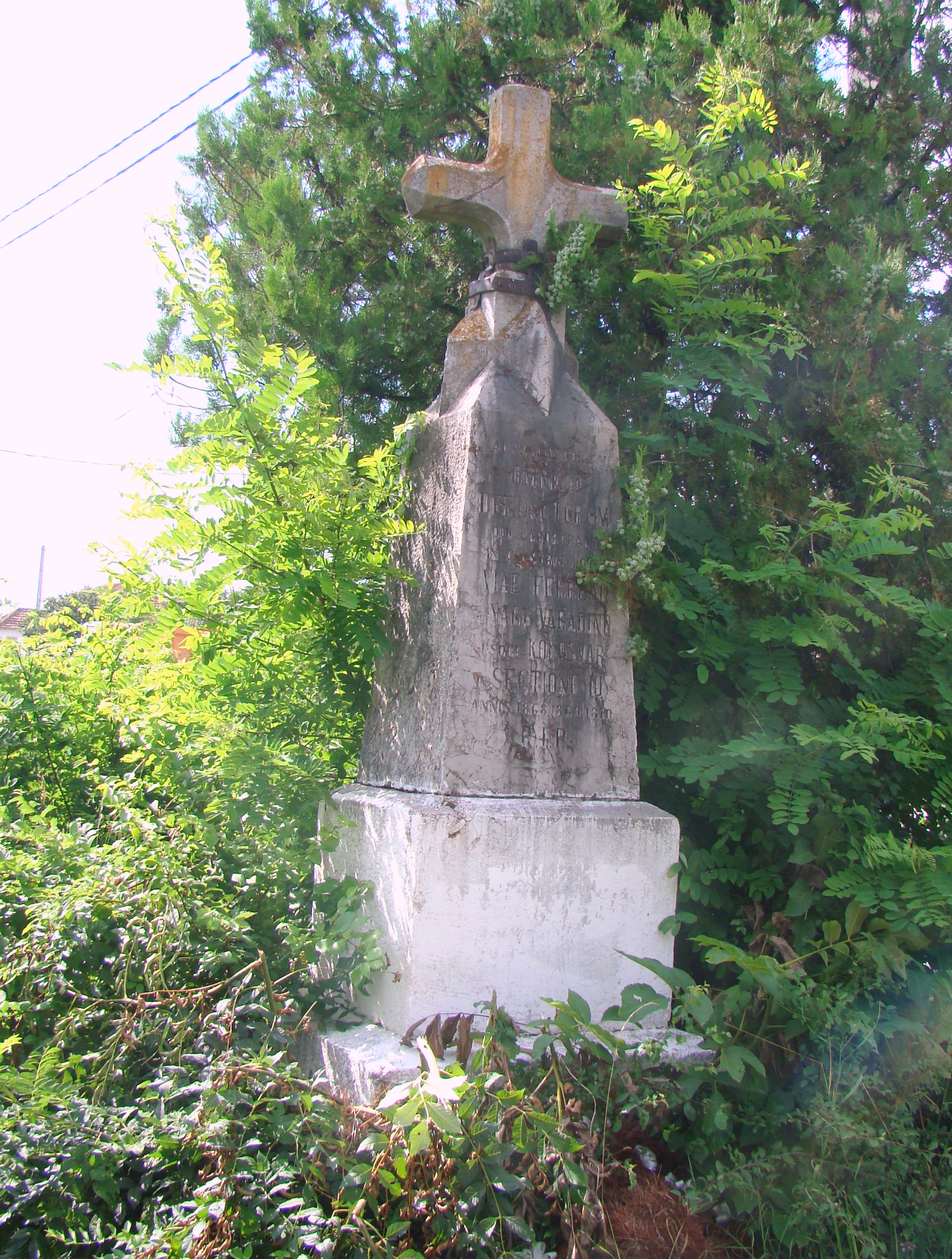
Monumentul comemorativ al celor morți cu ocazia construirii căii ferate Oradea-Cluj
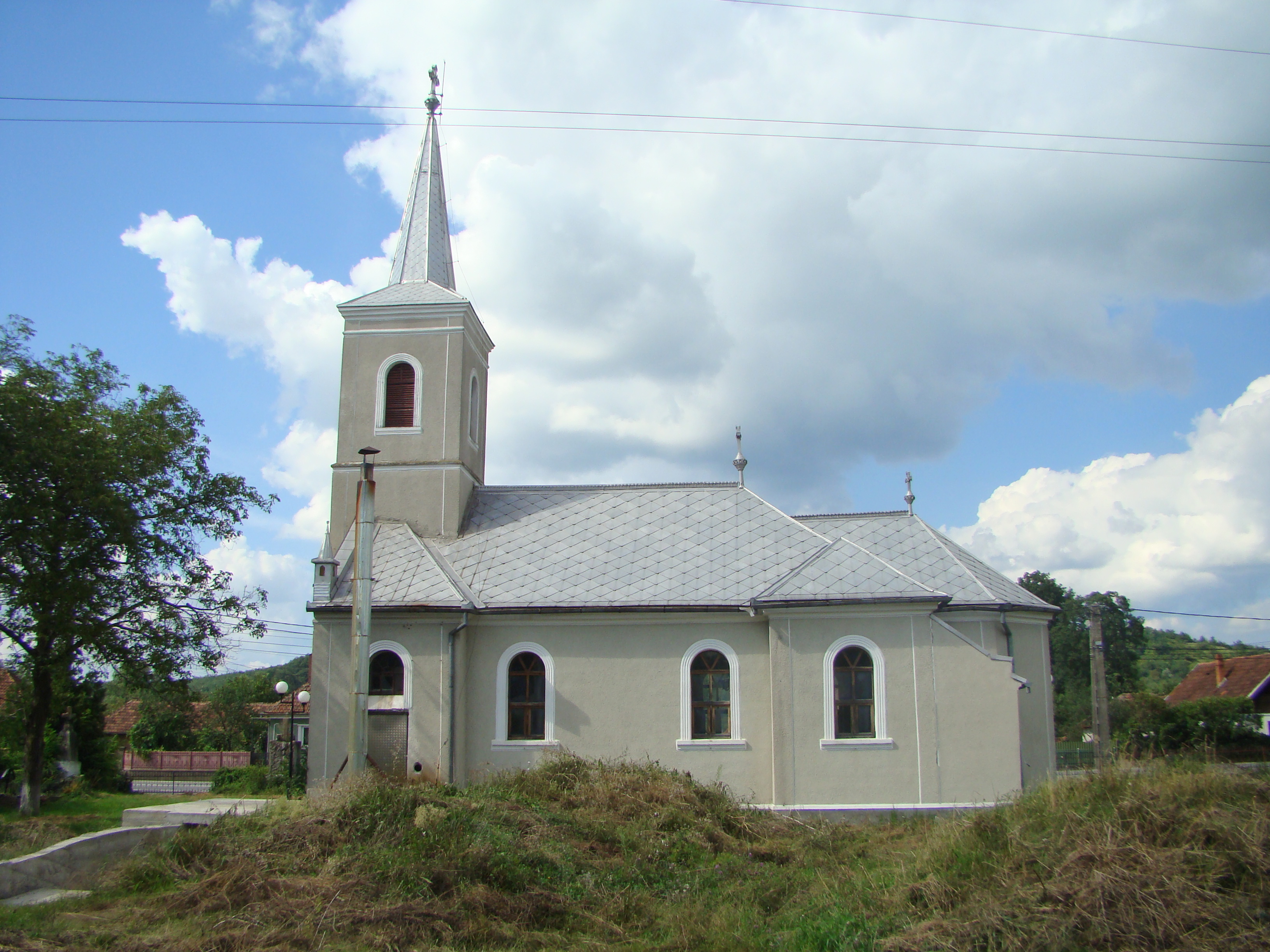
Biserica ortodoxă din Topa de Criș